# Jerarquía del conocimiento
La «Jerarquía del Conocimiento», también conocida como «Jerarquía DIKW», o «Pirámide del Conocimiento», podría ser definida como un conjunto de modelos para representar las relaciones aparentemente estructurales entre datos, Información, Conocimiento, y en algunos casos Sabiduría.
Por lo general:
- Información se define en términos de Datos.
- Conocimiento se define en términos de Información.
- Sabiduría en términos de Conocimiento.

Entonces, la secuencia de la jerarquía, de lo más básico a lo más complejo, es:
1. Datos
2. Información
3. Conocimiento
4. Sabiduría

No todas las versiones del conjunto de modelos comprenden estos cuatro componentes. Además de ser considerados una jerarquía y una pirámide, también se han considerado una cadena, una plataforma, y un continuo.